# Hemiphaisura thyridiens
Hemiphaisura thyridiens là một loài tò vò trong họ Ichneumonidae.